# Håvard Halvorsen
Håvard Halvorsen (Trondheim, 20 maggio 1973) è un ex calciatore norvegese, di ruolo difensore.

## Carriera

### Giocatore

#### Club
Halvorsen cominciò la carriera con la maglia del Fauske/Sprint, per poi passare al Byåsen. Nel 2000 fu ingaggiato dal Bodø/Glimt, per cui esordì nella Tippeligaen in data 9 aprile, nel pareggio per 2-2 sul campo dello Haugesund. Nel campionato 2005, la sua squadra retrocesse in Adeccoligaen, ma Halvorsen rimase un'altra stagione, per poi ritirarsi.
Mentre era alla guida tecnica del Fram Skatval, Halvorsen è tornato a calcare i campi da gioco nelle divisioni inferiori del campionato norvegese.

### Allenatore
Dal 2013 al 2014 ha ricoperto il ruolo di allenatore del Fram Skatval.